# Nebreda
Nebreda es un municipio y villa española en el partido judicial de Lerma, comarca del Arlanza, provincia de Burgos, comunidad autónoma de Castilla y León. Tiene un área de 28,43 km² con una población de 65 habitantes (INE 2018) y una densidad de 2,28 hab/km².
Tiene un muladar a 1,8 km donde se alimentan a los buitres de la zona, se puede observar al buitre leonado y también algunos buitres negros de la sierra de la Demanda.
En estas tierras burgalesas del Arlanza se localizan los que se pueden considerar como los más extensos y mejor conservados sabinares de todo el mundo. Algunas de las sabinas del Arlanza superan los dos mil años de vida.
En los montes de Nebreda se pueden observar enebros, sabinas de la familia de los enebros, encinas y pinos.
La fauna local se compone principalmente de corzos, jabalíes, zorros, azores, águilas perdiceras, milanos y buitres.
El escritor Azorín narró la vida del pueblo en un breve relato publicado el uno de enero de 1909 en el Diario de Barcelona.

## Geografía

Nebreda

Nebreda se encuentra está situada a 12 km de Lerma, a 18 de Santo Domingo de Silos, a 23 de Covarrubias y a 50 de Burgos.
41° 58' 8" N 3° 38' 5" W

## Demografía
Nebreda cuenta con una población de 55 habitantes (INE 2024).
| Gráfica de evolución demográfica de Nebreda entre 1842 y 2021                                                         |
| |
| Población de derecho según los censos de población del INE. Población de hecho según los censos de población del INE. |

| 1900 | 1920 | 1940 | 1960 | 1981 | 1991 | 1996 | 2000 | 2005 | 2010 | 2014 | 2018 |
| ---- | ---- | ---- | ---- | ---- | ---- | ---- | ---- | ---- | ---- | ---- | ---- |
| 464  | 338  | 359  | 330  | 149  | 85   | 113  | 107  | 93   | 81   | 71   | 65   |

Datos actualizados a 1 de enero de 2018.

## Monumentos
El principal monumento de interés de la villa es la Iglesia de la Natividad de Nuestra Señora, cuya festividad se celebra el día 8 de septiembre.